# Universidade Adventista do Chile
A Universidade Adventista do Chile (em castelhano:  Universidad Adventista de Chile  ou UNACH) é uma instituição de ensino superior privada chilena, pertencente à Igreja Adventista do Sétimo Dia, localizada na cidade de Chillán, no Rancho Las Mariposas, a 12 km do centro da cidade. 
A UNACH está classificada como a 37ª melhor universidade chilena de acordo com a classificação da CSIC de 2014, e em 47º lugar segundo o ranking da AméricaEconomía. É credenciada pelo Ministério da Educação do Chile.

## História
A Universidade Adventista tem suas origens em 1906, em uma pequena escola localizada na cidade de Puah, Província de Malleco, onde estudavam os ministros e professores de escolas adventistas nascentes. Em 1922, o colégio mudou-se para a sua localização atual.
Em 23 de março de 1983, o Ministério da Educação emitiu o decreto que autorizava a criação do então Instituto Profissional Adventista; sendo aprovado em 13 de Setembro do mesmo ano.
Em 6 de fevereiro de 1990, o Ministério da Educação aprovou a criação e estatutos da Universidade Adventista do Chile. Em setembro de 2002 a universidade obteve a plena autonomia.

## Ensino
A oferta acadêmica da UNACH inclui um total de vinte cursos de graduação, e seis cursos de pós-graduação.
Graduação
- Agronomia
- Contabilidade
- Educação Pré-Escolar
- Enfermagem
- Engenharia Civil
- Engenharia da Computação
- Engenharia Comercial
- Engenharia de Eletrônica e Telecomunicações
- Educação Física
- História e Geografia
- Matemática e Computação
- Biologia e Ciências Naturais
- Língua Espanhola e Comunicação
- Educação Geral Básica
- Inglês
- Música
- Psicologia
- Enfermagem
- Teologia
- Serviço Social

Pós-graduação
- Mestre em Administração com ênfase em Liderança Organizacional
- Mestre em Educação
- Mestre em Educação Religiosa
- Mestrado em Saúde Pública
- Licenciatura em Educação